# منتخب ناميبيا لكأس فيد
منتخب ناميبيا لكأس فيد (بالإنجليزية: Namibia Fed Cup team)‏ هو ممثل ناميبيا الرسمي في كرة المضرب في كأس فيد
.